# Sharpsburg (Kentucky)
Sharpsburg és una població dels Estats Units a l'estat de Kentucky. Segons el cens del 2000 tenia 295 habitants.

## Demografia
Segons el cens del 2000, Sharpsburg tenia 295 habitants, 149 habitatges, i 77 famílies. La densitat de població era de 599,5 habitants/km².
Dels 149 habitatges en un 16,1% hi vivien nens de menys de 18 anys, en un 39,6% hi vivien parelles casades, en un 10,1% dones solteres, i en un 48,3% no eren unitats familiars. En el 46,3% dels habitatges hi vivien persones soles el 29,5% de les quals corresponia a persones de 65 anys o més que vivien soles. El nombre mitjà de persones vivint en cada habitatge era d'1,98 i el nombre mitjà de persones que vivien en cada família era de 2,71.
Per edats la població es repartia de la següent manera: un 16,9% tenia menys de 18 anys, un 7,1% entre 18 i 24, un 24,4% entre 25 i 44, un 25,1% de 45 a 60 i un 26,4% 65 anys o més.
L'edat mediana era de 46 anys. Per cada 100 dones de 18 o més anys hi havia 85,6 homes.
La renda mediana per habitatge era de 16.000 $ i la renda mediana per família de 23.750 $. Els homes tenien una renda mediana de 22.188 $ mentre que les dones 20.000 $. La renda per capita de la població era de 12.452 $. Entorn del 26,7% de les famílies i el 32,7% de la població estaven per davall del llindar de pobresa.

## Poblacions més properes
El següent diagrama mostra les poblacions més properes.